# Canton de Pignan
Le canton de Pignan est une circonscription électorale française située dans le département de l'Hérault et la région Occitanie.

## Histoire
Le canton de Pignan fut créé pour la première fois après la Révolution française. Il était alors composé des communes de Pignan, Cournonterral, Cournonsec, Saussan, Fabrègues et Saint-Jean-de-Védas. La commune de Saint-Georges d'Orques était le chef-lieu d'un autre canton.
Le canton de Pignan est issu du démembrement du canton de Montpellier-8 en 1992, date à laquelle ce canton a été créé.
Autrefois rural avec des villages peu peuplés, le canton de Pignan devient de plus en plus un canton péri-urbain en prise avec un chef-lieu de département attractif. 
Les communes de ce canton et Lavérune sont associés depuis 1974 au sein du syndicat intercommunal à vocation multiple (SIVOM) Entre Vène et Mosson, du nom des rivières limitant à l'ouest et à l'est leurs territoires. Les premières compétences obligatoires de ce syndicat intercommunal (Sivom) sont l'assainissement des eaux usées, la collecte des ordures et l'organisation d'achats groupés de matériel. En 2002, l'intégration des communes du syndicat intercommunal (Sivom) dans la communauté d'agglomération de Montpellier qui exerce une partie de ces compétences, incite les communes membres à rénover leurs objectifs communs autour de projets de valorisation de la culture, de leur patrimoine et de l'agriculture locale (où la viticulture est majoritaire) ou d'aide à la recherche d'emplois. Le syndicat intercommunal (Sivom) a été dissous en 2013.
Un nouveau découpage territorial de l'Hérault (département) entre en vigueur à l'occasion des élections départementales de 2015. Il est défini par le décret du 26 février 2014, en application des lois du 17 mai 2013 (loi organique 2013-402 et loi 2013-403). Les conseillers départementaux sont, à compter de ces élections, élus au scrutin majoritaire binominal mixte. Les électeurs de chaque canton élisent au Conseil départemental, nouvelle appellation du Conseil général, deux membres de sexe différent, qui se présentent en binôme de candidats. Les conseillers départementaux sont élus pour 6 ans au scrutin binominal majoritaire à deux tours, l'accès au second tour nécessitant 12,5 % des inscrits au 1er tour. En outre la totalité des conseillers départementaux est renouvelée. Ce nouveau mode de scrutin nécessite un redécoupage des cantons dont le nombre est divisé par deux avec arrondi à l'unité impaire supérieure si ce nombre n'est pas entier impair, assorti de conditions de seuils minimaux. Dans l'Hérault, le nombre de cantons passe ainsi de 49 à 25.
À la suite du redécoupage cantonal de 2014, les limites territoriales du canton sont remaniées. Le nombre de communes du canton passe de 7 à 8 avec l'ajout de Villeneuve-lès-Maguelone issue du canton de Frontignan.

## Représentation

### Représentation avant 2015
| Période                                  | Période | Identité          | Étiquette | Qualité |
| ---------------------------------------- | ------- | ----------------- | --------- | --- |
| 1992                                     | 1998    | Claude Étienne    | RPR       | Maire de Fabrègues (1989-2001) |
| 1998                                     | 2015    | Jean-Pierre Moure | PS        | Maire de Cournonsec (1983-2014) Président de Montpellier-Agglomération (2010-2014) Conseiller municipal de Montpellier (2014-2020) |
| Les données manquantes sont à compléter. |         |                   |           | |

### Représentation à partir de 2015
| Période élective | Période élective | Mandat | Mandat   | Identité          | Nuance | Nuance | Qualité                                                 |
| ---------------- | ---------------- | ------ | -------- | ----------------- | ------ | ------ | ------------------------------------------------------- |
| 2015             | 2021             | 2015   | 2021     | Anne Amiel        |        | LR     | Adjointe au maire de Saint-Georges-d'Orques (2008-2020) |
| 2015             | 2021             | 2015   | 2021     | Jacques Martinier |        | DVD    | Maire de Fabrègues                                      |
| 2021             | 2028             | 2021   | en cours | Michelle Cassar   |        | DVG    | Maire de Pignan                                         |
| 2021             | 2028             | 2021   | en cours | Jacques Martinier |        | DVD    | Maire de Fabrègues                                      |

### Résultats détaillés

#### Élections de mars 2015
À l'issue du 1er tour des élections départementales de 2015, deux binômes sont en ballottage : Colette Ortega et Laurent Pithon (FN, 30,92 %) et Anne Amiel et Jacques Martinier (UMP, 25,88 %). Le taux de participation est de 53,5 % (16 673 votants sur 31 163 inscrits) contre 51,87 % au niveau départemental et 50,17 % au niveau national.
Au second tour, Anne Amiel et Jacques Martinier (UMP) sont élus avec 59,39 % des suffrages exprimés et un taux de participation de 52,95 % (8 609 voix pour 16 501 votants et 31 162 inscrits).

#### Élections de juin 2021
Le premier tour des élections départementales de 2021 est marqué par un très faible taux de participation (33,26 % au niveau national). Dans le canton de Pignan, ce taux de participation est de 33,95 % (11 408 votants sur 33 603 inscrits) contre 33,27 % au niveau départemental. À l'issue de ce premier tour, deux binômes sont en ballottage : Michelle Cassar et Jacques Martinier (DVC, 43,91 %) et Kadija Boulangeat et Thierry Tsagalos (RN, 29,07 %).
Le second tour des élections est marqué une nouvelle fois par une abstention massive équivalente au premier tour. Les taux de participation sont de 34,36 % au niveau national, 34,7 % dans le département et 34,7 % dans le canton de Pignan. Michelle Cassar et Jacques Martinier (DVC) sont élus avec 68,69 % des suffrages exprimés (7 417 voix pour 11 659 votants et 33 602 inscrits),,. 

## Composition
La commune de Pignan fait office de bureau centralisateur.
La composition de l'ancien canton de Pignan est identique, à l'exception de la commune de Villeneuve-lès-Maguelone, incluse dans l'ancien canton de Frontignan.
Le nouveau canton de Pignan comprend huit communes entières.
| Nom                            | Code Insee | Intercommunalité                   | Superficie (km2) | Population (dernière pop. légale) | Densité (hab./km2) | Modifier                                    |
| ------------------------------ | ---------- | ---------------------------------- | ---------------- | --------------------------------- | ------------------ | ------------------------------------------- |
| Pignan (bureau centralisateur) | 34202      | Montpellier Méditerranée Métropole | 20,32            | 8 326 (2022)                      | 410                | modifier les données · modifier les données |
| Cournonsec                     | 34087      | Montpellier Méditerranée Métropole | 12,06            | 3 583 (2022)                      | 297                | modifier les données · modifier les données |
| Cournonterral                  | 34088      | Montpellier Méditerranée Métropole | 28,62            | 7 019 (2022)                      | 245                | modifier les données · modifier les données |
| Fabrègues                      | 34095      | Montpellier Méditerranée Métropole | 31,46            | 7 200 (2022)                      | 229                | modifier les données · modifier les données |
| Murviel-lès-Montpellier        | 34179      | Montpellier Méditerranée Métropole | 10,11            | 2 002 (2022)                      | 198                | modifier les données · modifier les données |
| Saint-Georges-d'Orques         | 34259      | Montpellier Méditerranée Métropole | 9,31             | 5 707 (2022)                      | 613                | modifier les données · modifier les données |
| Saussan                        | 34295      | Montpellier Méditerranée Métropole | 3,60             | 1 926 (2022)                      | 535                | modifier les données · modifier les données |
| Villeneuve-lès-Maguelone       | 34337      | Montpellier Méditerranée Métropole | 22,70            | 10 406 (2022)                     | 458                | modifier les données · modifier les données |
| Canton de Pignan               | 3422       |                                    | 138,18           | 46 169 (2022)                     | 334                | modifier les données                        |

## Démographie

### Démographie avant 2015
| 1999   | 2006   | 2011   | 2012   |
| ------ | ------ | ------ | ------ |
| 25 650 | 27 961 | 29 895 | 29 778 |

### Démographie depuis 2015
En 2022, le canton comptait 46 169 habitants, en évolution de +10,65 % par rapport à 2016 (Hérault : +7,49 %, France hors Mayotte : +2,11 %).
| 2013   | 2018   | 2022   |
| ------ | ------ | ------ |
| 39 769 | 43 321 | 46 169 |

## Galerie photographique

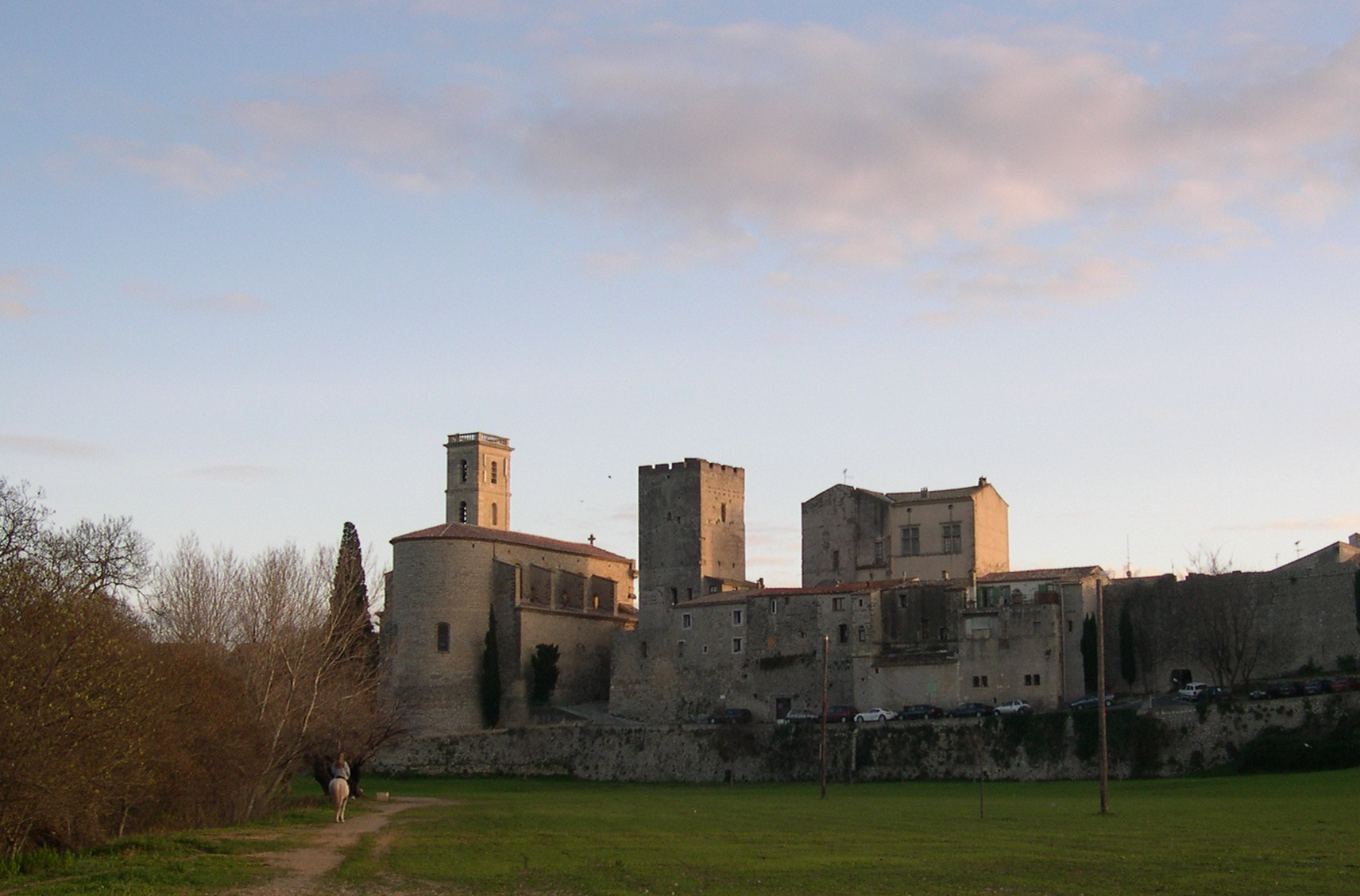
L'église Sainte-Croix et les remparts de Cournonterral.
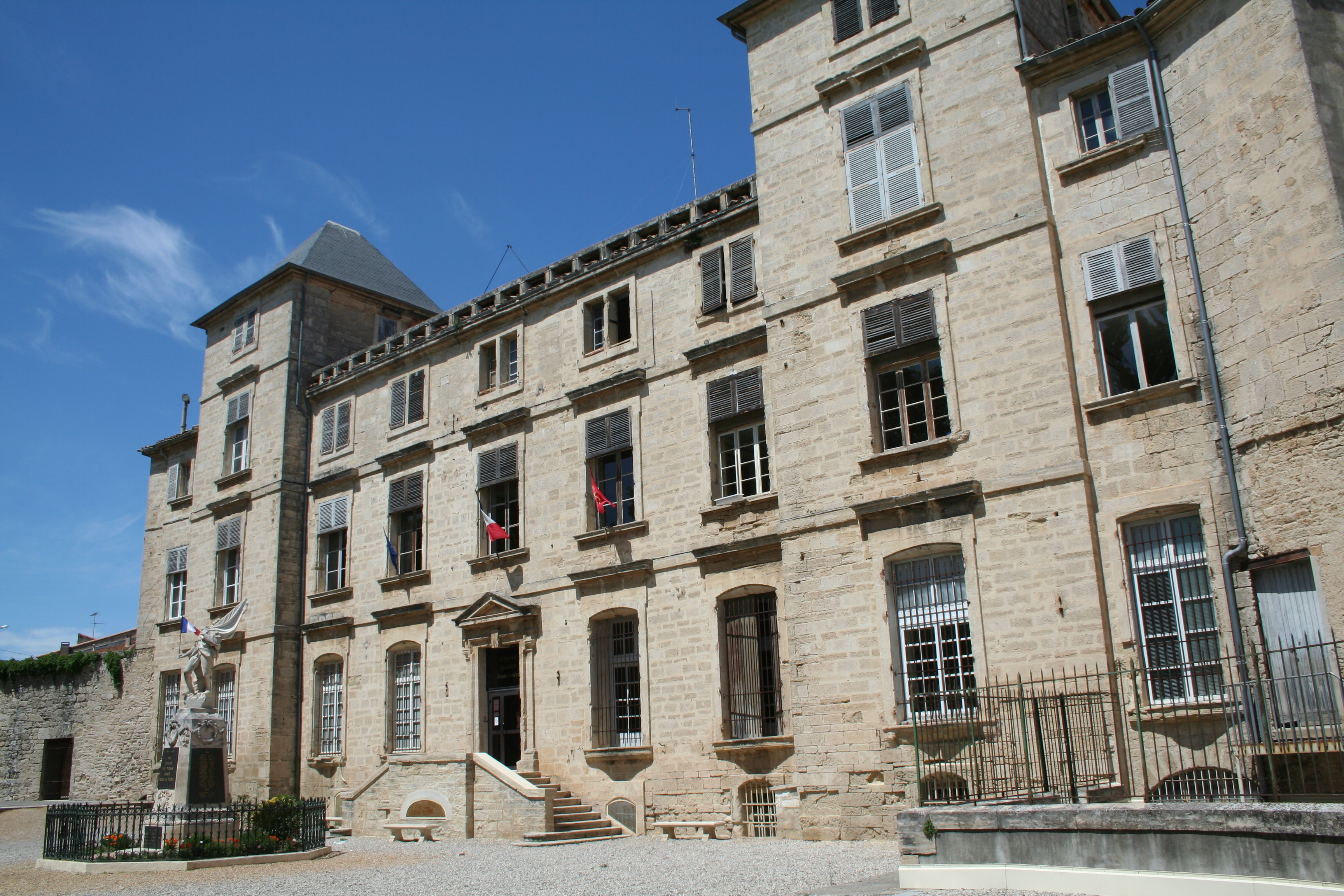
Château Turenne (XVIIe siècle), actuelle mairie de Pignan
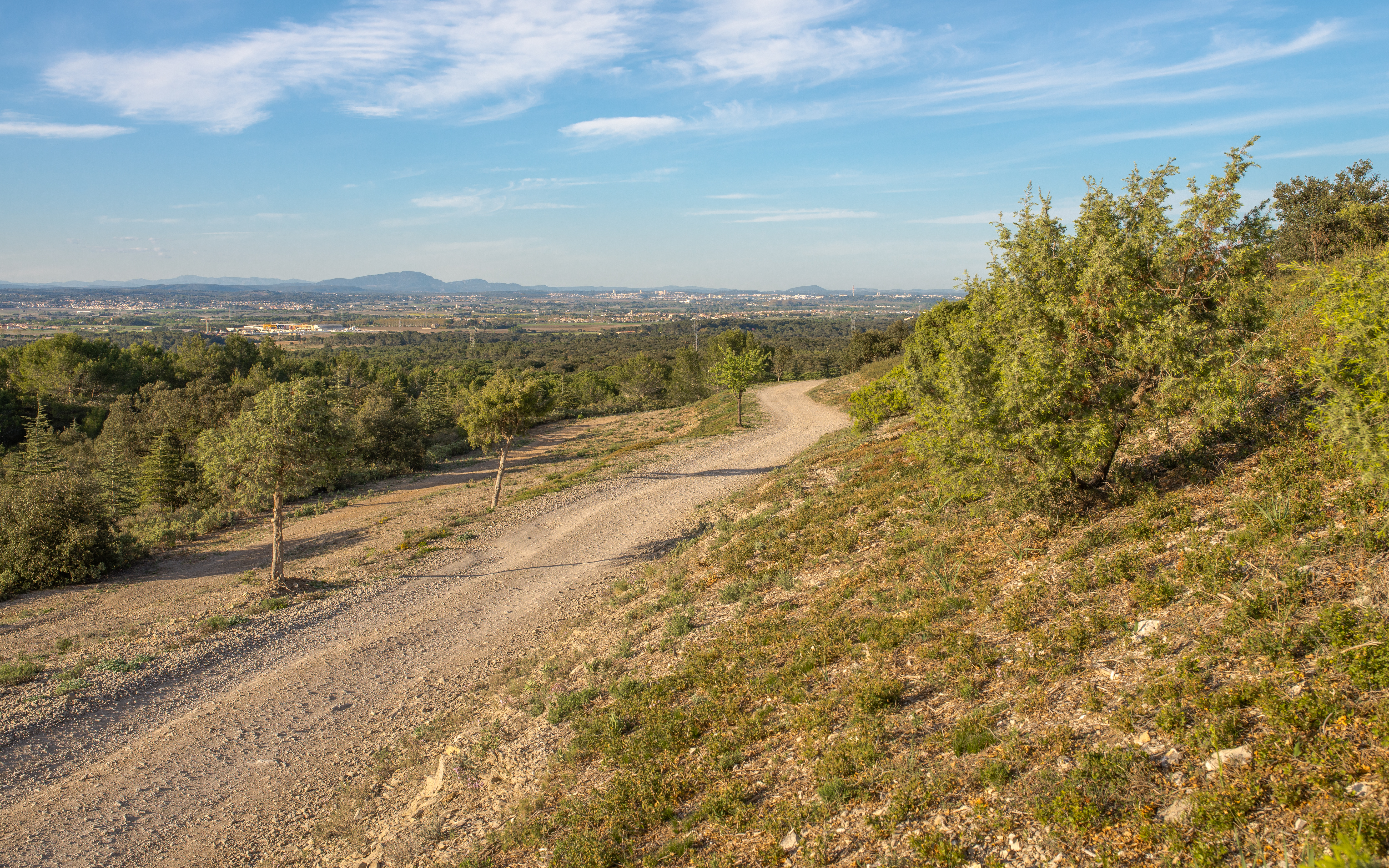
Vue depuis le sud dans la montagne de la Gardiole à Fabrègues.
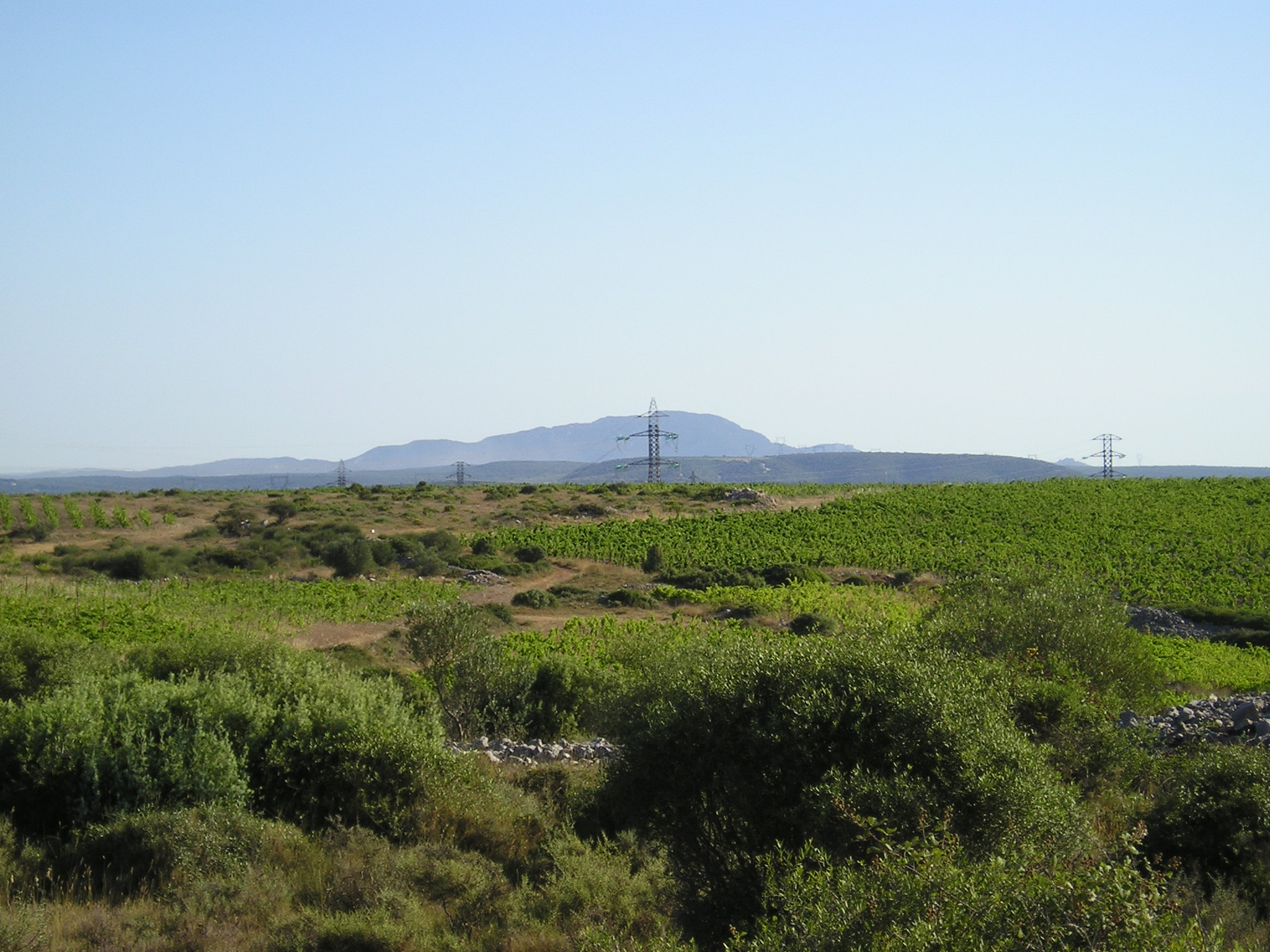
Vu du pic Saint-Loup depuis le tripoint Montarnaud, Murviel-lès-Montpellier et Saint-Paul-et-Valmalle.
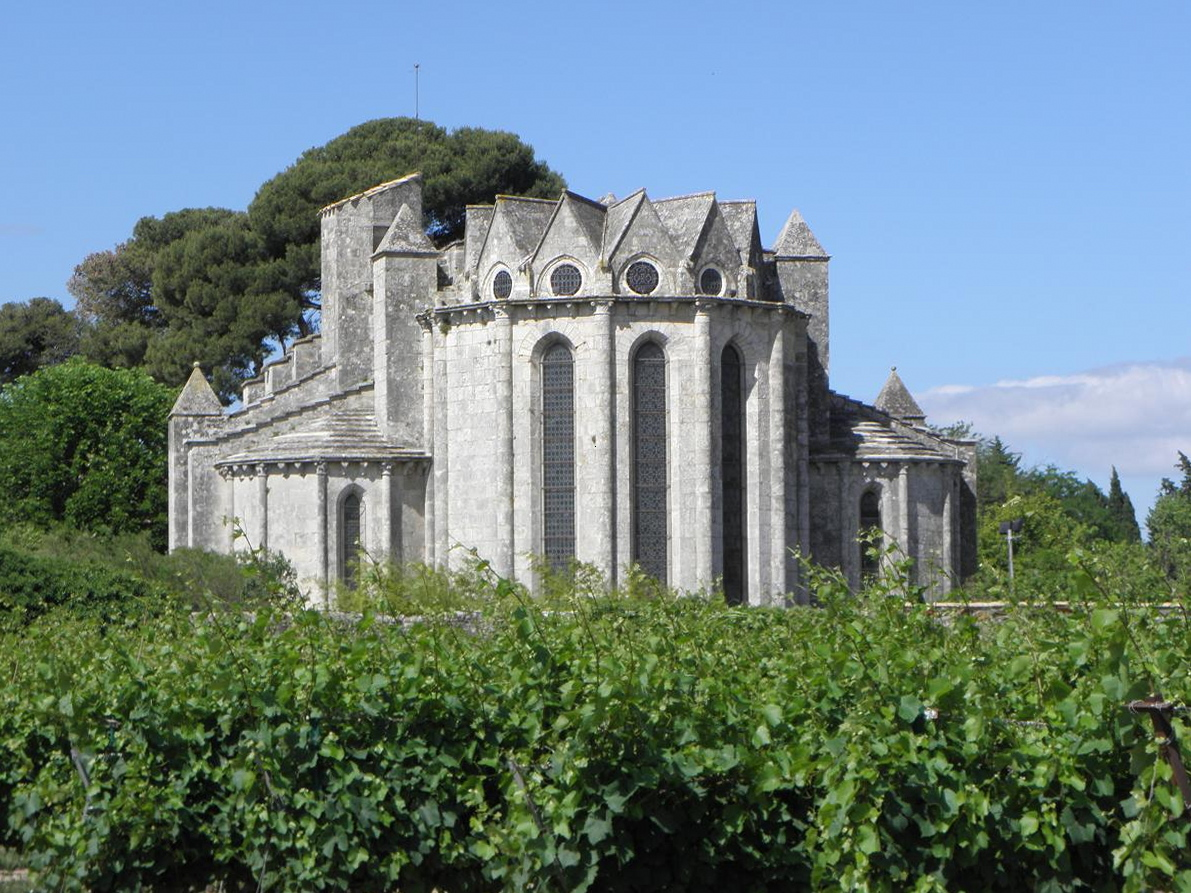
Chevet de l'abbatiale de Vignogoul à Pignan.
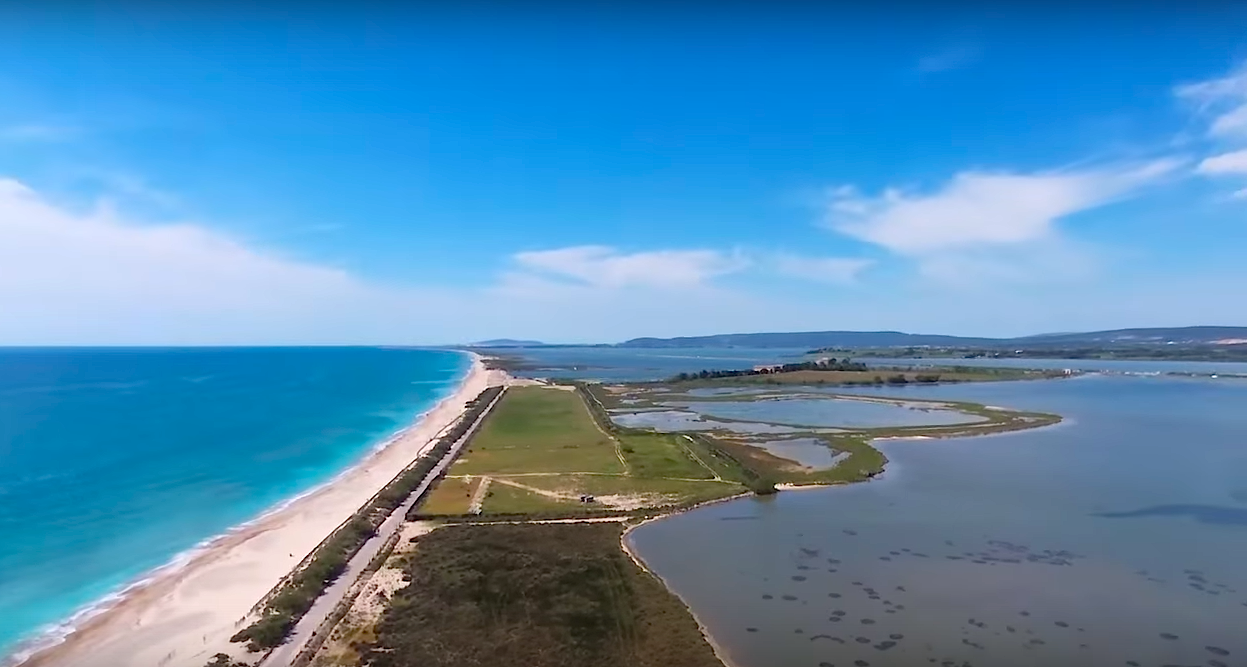
Cordon dunaire de Villeneuve-lès-Maguelone.